# Pensandoci bene
Pensandoci bene è il sesto album del cantante Luciano Rossi, pubblicato nel 1979 dalla Ariston.

## Tracce

### Lato A
1. Pensandoci bene (D'Angelo/Rossi)
2. Esco (Rossi)
3. Chissà (Rossi)
4. Romantico perso (Rossi)
5. Fermarsi qui (Rossi)

### Lato B
1. Ti telefono in settimana (Rossi)
2. Il mio sogno (D'Angelo/Rossi)
3. Non stavo pensando (Rossi)
4. Ci verresti via (Rossi)
5. Coi soldi (Rossi)